# Benelli Adiva

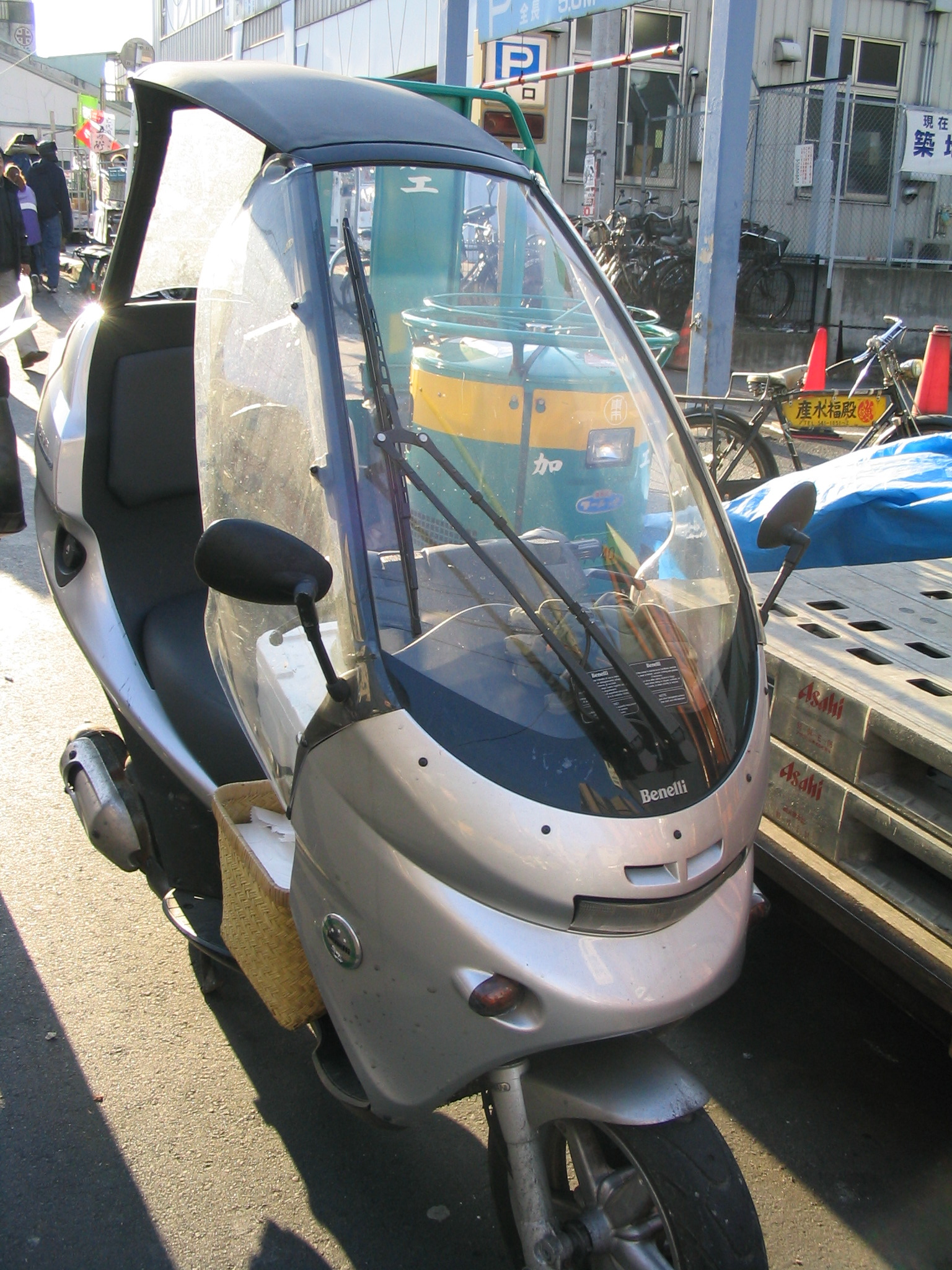
Benelli Adiva 125 / 150

Benelli Adiva ist der Name eines von dem italienischen Zweiradhersteller Benelli im Jahr 1999 präsentierten und von 2001 bis 2006 angebotenen Dachrollers.

## Beschreibung
Er ist ein Fahrzeug mit weitestgehend konventioneller (Roller-)Technik, dessen augenfällige Besonderheit jedoch ein Faltdach ist, das zusammen mit der verhältnismäßig sehr großen Frontverkleidung/-scheibe mit Scheibenwischer und seitlichen Windabweisern besonders ausgeprägten Wetterschutz bietet. Im Unterschied zur ähnlich erscheinenden Konstruktion des BMW C1 ist es aber keine Sicherheitszelle. Das Dach dient allein dem Wetterschutz des Fahrers und des Sozius, weshalb uneingeschränkte Helmpflicht besteht. Bei Nichtbedarf lässt sich das Dach zusammenklappen und im Topcase (80 Liter) verstauen.
Das Fahrzeug wurde in einer 125-cm³-Variante und einer 150-cm³-Variante angeboten, die sich äußerlich nicht unterscheiden.
Es wurde zeitweilig baugleich auch von dem Automobilhersteller Renault unter dem Namen Renault Fulltime angeboten.
Seit dem Jahr 2007 sind – nunmehr unter dem (alleinigen) Marken-Label „Adiva“ – die Nachfolger des Fahrzeugs erhältlich.

## Technische Daten
- Motor: Gebläsegekühlter Einzylinder-Viertaktmotor (Piaggio LEADER), 1 obenliegende Nockenwelle, 2 Ventile
- Hubraum: 125 cm³ bzw. 150 cm³
- Leistung: 8 kW (10,9 PS) oder 9 kW (12 PS) bei 7500 min−1
- Getriebe: stufenlose Keilriemenautomatik, Fliehkraft-Trockenkupplung
- Starter: Elektrostarter und Kickstarter
- Tankinhalt: 9,8 l
- Radstand: 1440 mm
- Sitzhöhe: 650 mm
- Gewicht, leer: 135 kg
- Höchstgeschwindigkeit: 98 km/h
- Bereifung vorne: 120/70-13
- Bereifung hinten: 130/70-12
- Bremsen (vorne/hinten): Scheibe/Scheibe